# DADDY'S HOUSE

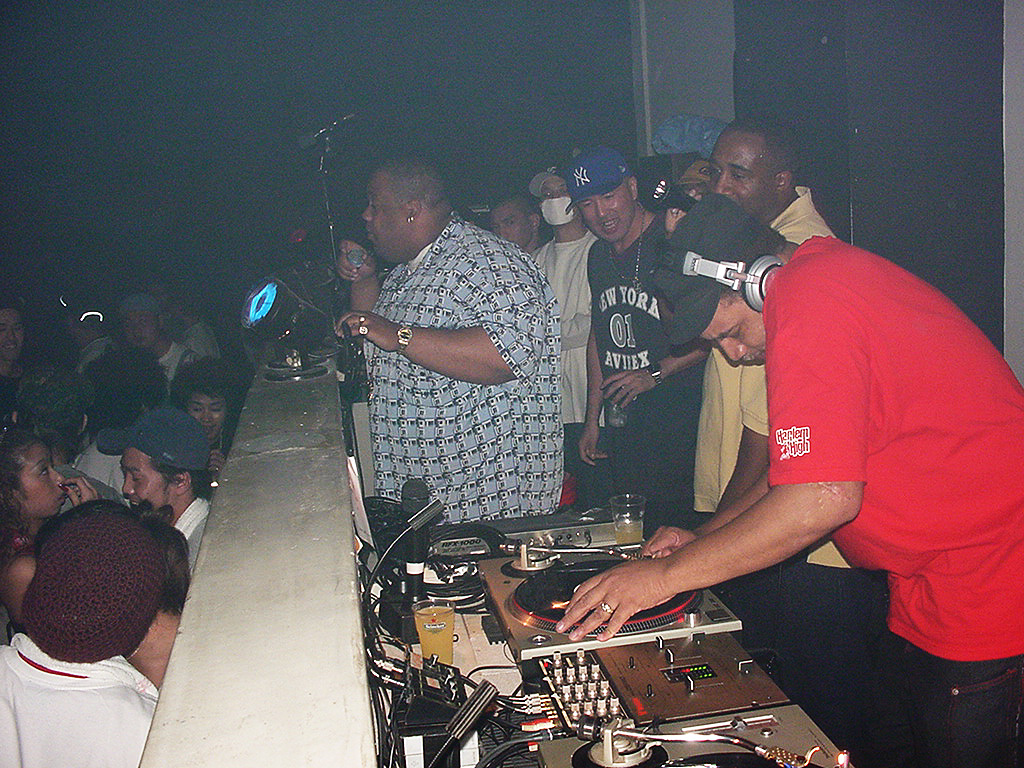
2001.5.18(fri) "DADDY'S HOUSE SPECIAL -KOOL DJ RED ALERT JAPAN TOUR 2001-"

DADDY'S HOUSE（ダディーズハウス）は、東京、日本のナイトクラブパーティである。
ブラックミュージックの聖地として知られる東京都渋谷区円山町に存在するナイトクラブCLUB HARLEMがオープンした1997年から毎週金曜日の帯（レギュラー）イベントとしてスタートした。本国よりNYのPARTY STYLEをいち早く持ち帰り日本に根付かせた。

## 概要
DJ MASTERKEY、DJ KENSEI、DJ YUKIJIRUSHI、DJ OHKUBOらで構成された初期メンバーにMUMMY-DやDJ KEN-BOなどが準レギュラー陣として参加。数々のレジェンダリーなGUESTをNYを中心に世界から招聘、当時NYで活躍していたDJ KAORIも参加している。国内、また海外からのアップカマーやレジェンドまで数々の数えきれない有名アーティストを招聘。CLUB HARLEMの動員記録を保持していたDADDY'S HOUSEは様々な企業からも熱い注目を集め、メーカー／ブランドとのタイアップ、スポンサードされたイベントは数え切れない。作品としても各DJ個々の楽曲、MIX作品はもとよりEVENT名義でのALBUMや伝説となったMIXTAPE、また業界初となるDef Jamから発売されたOFFICIAL LIVE MIX作品の発売等枚挙にいとまがない。
2003年までHARLEMの金曜日、HIP HOP PARTYの代名詞として時代を築く。

## 過去の出演者（共演者）
- DJ STRETCH ARMSTRONG
- DJ SCRATCH
- DJ GRAND MASTER FLASH
- MUMMY-D
- DJ KAORI
- K DUB SHINE
- DJ MARLEY MARL
- DJ CLARK KENT
- DJ YUTAKA
- DJ CASH MONEY
- DJ DOO WOP
- DJ JAZZY JOYCE
- DJ TONY TOUCH
- DJ ENUFF
- DJ COCOA CHANELLE
- DJ PREMIER
- DJ KEN-BO
- DJ CLUE
- DJ RED ALERT
- JAHEIM
- F.O.H
- DJ MISTER CEE
- DJ CIPHA SOUNDS
- DJ REVOLUTION
- EVIL DEE & Mr. WALT
- DJ SWAMP
- DJ HASEBE
- RHYMESTER
- ラッパ我リヤ
- キングギドラ
- キエるマキュウ
- BOY KEN
- ZEEBRA
- M-flo
- J SOUL BROTHERS
- MARK RONSON